# Pincio
Pincio (také Monte Pincio; latinsky Mons Pincius) je kopec v severní oblasti Říma. Stojí ve čtvrti Campo Marzio. Nepatří k historickým Sedmi římským pahorkům.

## Historie

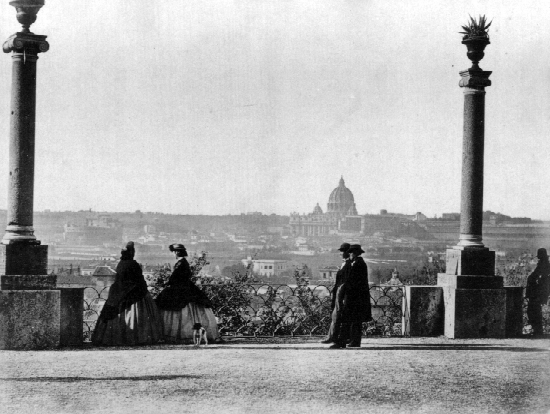
Výhled z Pincia na Řím

Pahorek ležel původně mimo město. V období pozdní římské republiky se zde nacházely rozlehlé vily a zahrady. Mezi nimi i Horti Luculliani, založená Lucullem (ve které byla zabita Messalina, manželka císaře Claudia), Horti Pompeiani, Horti Sallustiani a Horti Aciliorum. V této době byl kopec nazýván collis hortulorum. V období římského císařství byla oblast začleněna do města (Claudiovo rozšíření pomeria) a hustě zastavěna.
Dnešní jméno je odvozeno od rodiny Pincii, která zde v pozdní antice vlastnila rozsáhlé pozemky (domus Pinciana).